# Piazza del Duomo a Milano
Piazza del Duomo a Milano è un dipinto di Alfredo Di Romagna. Eseguito nel 1944, appartiene alle collezioni d'arte della Fondazione Cariplo.

## Descrizione
Con un tocco immediato e impressionista, Di Romagna organizza questo scorcio della piazza del Duomo giocando sulla contrapposizione fra le linee di sviluppo verticali, presenti nella fascia superiore della composizione, e quelle orizzontali, presenti in quella inferiore. Notevole è la scelta di escludere dalla composizione la parte più monumentale dell'ambiente per concentrare l'attenzione sul viavai di persone e vetture di vario tipo, a dispetto del momento di massima asprezza del conflitto bellico.